# Pedro Zuera

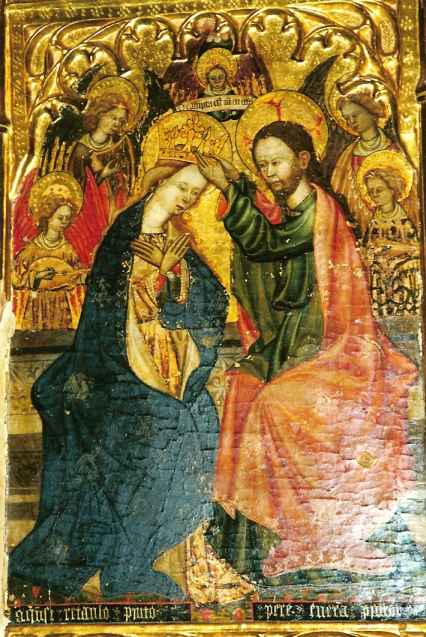
Coronación de la Virgen, Museo Diocesano de Huesca, tabla central del retablo de la Coronación con la firma del pintor.

Pedro Zuera o Pedro de Zuera (documentado en Huesca 1430-1469), fue un pintor español perteneciente a la escuela aragonesa del estilo gótico internacional.
Suyo es el retablo de la Coronación de la Virgen para la capilla de los Dolores de la catedral de Huesca, actualmente en el Museo Diocesano, con una inscripción en la base de la tabla central que dice «Aquest retaule pinto Pere Çuera, pintor». Colaboró con el pintor Bernardo de Arás, con quien contrató en 1448 un retablo para Tardienta, mencionándolo todavía en su testamento de 1469 como deudor. A la colaboración de ambos pintores se atribuye el retablo de Santa Ana, procedente de la parroquial de Tardienta, conservado en el Museo Diocesano de Huesca. 